# Курочкин, Павел Алексеевич
Па́вел Алексе́евич Ку́рочкин (6 [19] ноября 1900, дер. Горнево Смоленской губернии — 28 декабря 1989, Москва) — советский военачальник, генерал армии (08.05.1959), Герой Советского Союза (29.06.1945). Профессор (1962).

## Молодость, гражданская война
Родился в деревне Горнево (ныне Вяземский район Смоленской области). Работал с 13 лет посыльным в кондитерской, затем рабочим в паровозоремонтных мастерских. Во время революционных событий 1917 года состоял в рабочей дружине в Петрограде, с которой участвовал в охране порядка на митингах большевиков и по его собственным словам, огромное влияние на него оказала речь В. И. Ленина с балкона дворца Кшесинской на митинге 4 июля 1917 года, в охране которого он также участвовал. В октябре 1917 года в Петрограде вступил в Красную гвардию и принимал участие в Октябрьской революции, а затем в боях против войск Керенского — Краснова у Гатчины.
В Красной Армии с августа 1918 года. Участник Гражданской войны в России. Служил красноармейцем роты связи 2-й особой стрелковой бригады в Петрограде, с которой участвовал в боях на Архангельском направлении. В августе 1919 года его направили на учёбу и в 1920 году он окончил 2-е Петроградские кавалерийские курсы комсостава. Во время учёбы в составе сводных отрядов курсантов принимал участие в обороне Петрограда от войск генерала Н. Н. Юденича в 1919 году. С сентября 1920 года командовал эскадроном 18-го кавалерийского полка Запасной армии Республики, с декабря 1920 года — эскадроном 1-го кавалерийского полка 56-й Московской стрелковой дивизии. С февраля по июль 1921 года участвовал в подавлении Тамбовского восстания.

## В межвоенный период
В 1923 году окончил Высшую кавалерийскую школу РККА. С октября 1923 — командир эскадрона дивизионной школы 2-й кавалерийской дивизии, с С мая 1924 года временно исполнял должность начальника этой школы. С июня 1924 служил в 12-м Саратовском кавалерийском полку начальником полковой школы и командиром полка. С января 1925 года — начальник штаба и помощник командира 30-го Саратовского кавалерийского полка. В августе-сентябре 1925 и в августе-сентябре 1926 года направлялся на Северный Кавказ для борьбы с бандитскими формированиями в Чечне и в Дагестане. В сентябре 1929 года был направлен на учёбу в академию.
Окончил Военную академию РККА имени М. В. Фрунзе (1932) и адъюнктуру при ней (1934). С апреля 1934 — старший руководитель кафедры конницы Военной академии РККА имени М. В. Фрунзе. С июня 1934 — начальник штаба, с февраля 1935 — командир и военком 1-й отдельной особой кавалерийской бригады имени И. В. Сталина. После переформирования бригады в Особую кавалерийскую дивизию имени И. В. Сталина продолжил ею командовать. С ноября 1936 года находился в распоряжении Управления по командному и начальствующему составу РККА. В феврале 1937 года был направлен на учёбу в Академию Генерального штаба РККА, где учился на ставшем позднее знаменитым «маршальском курсе» (на нём учились 4 будущих Маршалов Советского Союза, 6 генералов армии, 8 генерал-полковников, 1 адмирал). Однако уже через год получил новое назначение и далее учился только краткими периодами.
С января 1938 — начальник учебного отдела кавалерийских курсов РККА имени С. М. Буденного. С июня 1939 — начальник штаба 2-го кавалерийского корпуса. В сентябре 1939 года принимал участие в походе РККА в Западную Украину. Во время этих событий был членом делегации по переговорам с польским командованием о сдаче города Львова польскими войсками. С октября 1939 года — начальник штаба 1-й армейской группы войск Украинского военного округа.
В декабре 1939 года назначен командиром 28-го стрелкового корпуса. Во главе корпуса участвовал в советско-финской войне. В начале марта 1940 года корпус по льду перешёл Финский залив и перерезал коммуникации группировки финских войск под Выборгом.
С апреля 1940 года — командующий 1-й армейской группой войск Забайкальского военного округа. В этом же году окончил Академию Генерального штаба, ему был выдан диплом об окончании академии. С июня 1940 — командующий 17-й армией Забайкальского военного округа, а с января 1941 — командующий войсками этого округа. 19 июня 1941 года назначен командующим войсками Орловского военного округа.

## Великая Отечественная война
Участник Великой Отечественной войны. С первых дней войны в Орловском округе формировалась 20-я армия. 5 июля 1941 года был назначен командующим этой армией и во главе её прибыл на Западный фронт. 20-я армия была усилена 5-м механизированным корпусом (2 танковые дивизии), а чуть позднее — 7-м механизированным корпусом и сразу после выгрузки из эшелонов приняла участие в Лепельском контрударе. Несмотря на то, что армия с приданными мехкорпусами имела на вооружении около 1500 танков, в том числе новейшие танки Т-34 и КВ, спешно начатый практически без подготовки и даже без полного сосредоточения предназначенных для наступления войск контрудар закончился поражением, а мехкорпуса принуждены были отступить с большими потерями.
10 июля началось Смоленское оборонительное сражение. Наступавшие немецкие войска уже 16 июля прорвались к Смоленску. 20-я армия оказалась в оперативном окружении. Под давлением противника 20-я армия оставила Оршу (16 июля) и отошла к Смоленску, однако продолжала сражаться как единый организм. 28 июля общее руководство над окруженными войсками в районе Смоленска (16-й и 20-й армиями) было возложено на П. А. Курочкина, который сумел организовать выход из окружения основных сил обеих армий (см. Смоленское сражение).
После выхода из окружения 8 августа генерал Курочкин отозван в Москву и назначен командующим 43-й армией Резервного фронта. Однако вскоре, в том же августе 1941 года направлен Представителем Ставки ВГК на Северо-Западный фронт, который понёс большие потери в результате контрудара под Старой Руссой, 23 августа 1941 года сменил П. П. Собенникова на посту командующего фронтом.
Оставался командующим Северо-Западным фронтом до октября 1942 года. Участвовал в битве за Ленинград, Торопецко-Холмской операции. В ходе первой Демянской операции к концу февраля 1942 года демянская группировка немецких войск в составе 6 дивизий в районе Демянска была окружена. Всю весну и лето 1942 года войска фронта вели упорные бои, но к 5 мая 1942 года немецкое командование сумело восстановить связь с окружённой демянской группировкой. Повторные попытки окружить немецкие войска под Демянском летом и осенью 1942 года не удались. Поэтому в октябре 1942 года П. А. Курочкин был понижен в должности до заместителя командующего Северо-Западным фронтом.
В ноябре 1942 года ещё раз понижен в должности до командующего 11-й армией Северо-Западного фронта. В марте 1943 года назначен командующим 34-й армией, с которой участвовал в Старорусской операции.
В июне-ноябре 1943 года вновь был командующим Северо-Западным фронтом, 27 августа 1943 года получил звание генерал-полковника. С декабря 1943 года — заместитель командующего 1-м Украинским фронтом.
24 февраля 1944 года назначен командующим 2-м Белорусским фронтом. Спланировал и провёл Полесскую наступательную операцию, в которой войска фронта окружили немецкую группировку в Ковеле, но уничтожить её не смогли. Вскоре противник деблокировал свои войска в Ковеле. После этой неудачи фронт 5 апреля 1944 года был расформирован.
С 15 апреля 1944 года и до конца войны — командующий 60-й армией 1-го Украинского фронта (в начале апреля 1945 года армия передана на 4-й Украинский фронт), которая принимала участие в Львовско-Сандомирской, Сандомирско-Силезской, Нижнесилезской, Верхнесилезской, Моравска-Остравской и Пражской операциях. Войска армии отличились в боях за Колтовский коридор и при овладении городами Тернополь, Львов, Дембица, Краков, Катовице, Нейссе, Бискау, Моравска-Острава и другими. За умелое руководство армией и проявленные при этом решительность и мужество П. А. Курочкину присвоено звание Героя Советского Союза.

### После войны
С июля 1945 года — командующий войсками Кубанского военного округа. С июля 1946 года — заместитель главнокомандующего советскими войсками и главноначальствующего советской военной администрацией в Германии. С мая 1947 года — помощник главнокомандующего войсками Дальнего Востока по боевой подготовке.
С февраля 1951 года — заместитель начальника Высшей военной академии имени К. Е. Ворошилова. С мая 1954 года — начальник Военной академии имени Фрунзе, профессор (1962). С апреля 1968 года — представитель главного командования Объединённых вооруженных сил государств — участников Варшавского договора в ГДР. С сентября 1970 года — в Группе генеральных инспекторов МО СССР.
Депутат Верховного Совета СССР 2-го созыва (1946—1950).
Умер 28 декабря 1989 года в Москве, оставался последним живущим командующим войсками фронтов в годы Великой Отечественной войны. Похоронен на Новодевичьем кладбище в Москве.

## Воинские звания в РККА
- комбриг (26.11.1935)[7]
- комдив (4.11.1939)[8]
- генерал-лейтенант (4.06.1940)[9]
- генерал-полковник (27.08.1943)[10]
- генерал армии (8.05.1959)[11]

## Награды
- Герой Советского Союза (29.06.1945 № 7567)
- шесть орденов Ленина (7.04.1940; 21.02.1945; 29.06.1945; 18.11.1960; 18.11.1980; 18.11.1985)
- орден Октябрьской Революции (19.11.1970)
- четыре ордена Красного Знамени (27.07.1941; 3.11.1944; 24.06.1948; 22.02.1968)
- орден Суворова 1-й степени (25.08.1944)
- два ордена Кутузова 1-й степени (10.01.1944; 6.04.1945)
- орден Отечественной войны 1-й степени (11.03.1985)
- орден «За службу Родине в Вооружённых Силах СССР» 3-й степени (30.04.1975)
- орден «Знак Почёта» (14.05.1936) — «за организацию и проведение образцового порядка в день первомайского парада и демонстрации»[12]
- медали
- Почётное оружие (Маузер) от Реввоенсовета Республики с надписью «Стойкому защитнику пролетарской революции» (1921)
- Лауреат Ленинской премии (1980, за работу над документальным 20-серийным фильмом «Великая Отечественная»)
- Премия имени М. В. Фрунзе

иностранные
- Орден Белого льва 2-й степени (Чехословакия, 30.04.1970)
- Орден Белого льва «За Победу» 1-й степени (Чехословакия)
- Чехословацкий Военный крест 1939 года
- Орден «За воинскую доблесть» II класса (Польша, 19.12.1968)
- Орден Возрождения Польши IV класса (Польша, 6.10.1973)
- Орден «Крест Грюнвальда» 2-й степени (Польша, 24.04.1946)
- Боевой орден «За заслуги перед народом и Отечеством» в золоте (ГДР)
- Орден Народной Республики Болгария 2-й степени (Болгария, 14.09.1974)
- Орден Сухэ-Батора (Монголия, 20.03.1961)
- Орден Красного Знамени (Монголия, 1939)
- Орден «За боевые заслуги» (Монголия, 6.07.1971)
- Медаль «За Одру, Нису и Балтику» (Польша, 25.06.1946)
- Медаль «Победы и Свободы» (Польша, 9.05.1946)
- Медаль «Братство по оружию» (Польша, 12.10.1988)
- Медаль «Братство по оружию» в золоте (ГДР)
- Медаль «За укрепление дружбы по оружию» I степени (ЧССР)
- Медаль «30 лет Национальной народной армии» (ГДР)
- Медаль «20 лет Болгарской народной армии» (1964)
- Медаль «90 лет со дня рождения Георгия Димитрова" (1974)
- Медаль «100 лет со дня рождения Георгия Димитрова»
- Медаль «40 лет Победы над гитлеровским фашизмом» (Болгария, 1985)
- Медаль «30 лет Победы над милитаристской Японией» (Монголия, 1975)
- Медаль «50 лет Монгольской Народной Армии» (Монголия, 1971)
- Медаль «50 лет Монгольской Народной Революции» (Монголия, 1971)
- Медаль «40 лет Халхин-Гольской Победы» (Монголия, 26.11.1979)
- Медаль «60 лет Вооружённым силам МНР» (Монголия, 29.12.1981)
- Медаль «Китайско-советская дружба» (КНР)
- Медаль «30-я годовщина Революционных Вооруженных сил Кубы» (Куба, 24.11.1986)

### Сочинения
- П. А. Курочкин. Мы сражались на Северо-Западном фронте. // На Северо-Западном фронте. — М.: Наука, 1969.
- Основные вопросы истории Великой Отечественной войны Советского Союза. — М., 1966.
- Современный бой и единоначалие. — М., 1965.
- Курочкин П.А. Общевойсковая армия в наступлении: по опыту Великой Отечественной войны, 1941-1945 гг. — М.: Воениздат, 1966. — 244 с.
- Об изучении истории военного искусства в современных условиях. // Военно-исторический журнал. — 1961. — № 8. — С. 3-12.
- Выдающийся советский полководец (К 80-летию со дня рождения Маршала Советского Союза А. М. Василевского). // Военно-исторический журнал. — 1975. — № 9. — С. 60-65.
- Человек воинского долга (К 80-летию со дня рождения генерала армии И. А. Плиева). // Военно-исторический журнал. — 1983. — № 11. — С. 90-92